# Piotr Małachowski
Pour les articles homonymes, voir Małachowski.
Piotr Małachowski (né le 7 juin 1983 à Żuromin) est un athlète polonais, spécialiste du lancer du disque. Il est le premier athlète polonais de cette discipline à remporter un titre mondial, à Kazan en 2015.

## Biographie
Il se révèle durant les Championnats d'Europe espoirs 2005 d'Erfurt en se classant deuxième derrière l'Allemand Robert Harting. Sixième des Championnats d'Europe 2006, il remporte l'épreuve du lancer du disque des coupes d'Europe des nations 2006 et 2007. Sélectionné pour les Jeux olympiques de Pékin, en 2008, Piotr Małachowski monte sur la deuxième marche du podium avec 67,82 m, devancé d'exactement un mètre par l'Estonien Gerd Kanter.
En 2009, le Polonais remporte la médaille d'argent lors des Championnats du monde de Berlin, établissant avec 69,15 m, un nouveau record national de Pologne.
Le 1er août 2010 à Barcelone, Piotr Małachowski remporte son premier succès international majeur en devenant champion d'Europe du lancer du disque. Auteur de 68,87 m réalisés à son deuxième essai, il devance de quarante centimètres l'Allemand Robert Harting. Il remporte l'épreuve du lancer du disque de la Ligue de diamant 2010.
Le 8 juin 2013, lors des Fanny Blankers-Koen Games d'Hengelo aux Pays-Bas, Piotr Małachowski atteint la marque de 71,84 m et améliore de près de 2 m le record de Pologne qu'il détenait depuis la saison 2010. Ce lancer constitue la septième meilleure performance de tous les temps.
Le 13 août 2013, aux championnats du monde à Moscou, il obtient sa deuxième médaille d'argent dans cette compétition, avec un lancer à 68,36 m.
Le 1er août 2015, il établit sa meilleure performance de la saison, avec un lancer à 68,29 m à Cetniewo. Le 29 août 2015, il remporte son premier titre mondial devant Philip Milanov et Robert Urbanek, profitant de l'absence de Robert Harting.
Le 6 mai 2016, il remporte la Doha Diamond League 2016 avec 68,03 m, meilleure performance mondiale de l'année. Le 9 juillet, Malachowski remporte son 2d titre continental (après 2010), à l'occasion des Championnats d'Europe d'Amsterdam : il s'impose avec 67,06 m. En août, il participe à la finale des Jeux olympiques de Rio et remporte une nouvelle médaille d'argent avec un jet à 67,55 m (après 2008), battu par l'Allemand Christoph Harting (68,37 m).
Durant sa carrière, il a représenté les clubs du WMKS Płońsk, Skra Varsovie (2001-2002), AZS-AWF Varsovie (2003-2004) et Śląsk Wrocław (depuis 2004).

## Palmarès
| Date | Compétition                       | Lieu             | Résultat | Marque  |
| ---- | --------------------------------- | ---------------- | -------- | ------- |
| 2002 | Championnats du monde juniors     | Kingston         | 6e       | 60,46 m |
| 2005 | Championnats d'Europe espoirs     | Erfurt           | 2e       | 63,99 m |
| 2006 | Championnats d'Europe             | Göteborg         | 6e       | 64,57 m |
| 2006 | Finale mondiale                   | Stuttgart        | 6e       | 62,50 m |
| 2006 | Coupe d'Europe                    | Malaga           | 1er      | 66,21 m |
| 2007 | Coupe d'Europe                    | Munich           | 1er      | 66,09 m |
| 2007 | Jeux mondiaux militaires          | Hyderabad        | 1er      | 65,87 m |
| 2007 | Finale mondiale                   | Stuttgart        | 3e       | 65,35 m |
| 2008 | Jeux olympiques                   | Pékin            | 2e       | 67,82 m |
| 2008 | Finale mondiale                   | Stuttgart        | 2e       | 66,07 m |
| 2009 | Championnats d'Europe par équipes | Leiria           | 1er      | 66,24 m |
| 2009 | Championnats du monde             | Berlin           | 2e       | 69,15 m |
| 2009 | Finale mondiale                   | Thessalonique    | 3e       | 65,60 m |
| 2010 | Championnats d'Europe par équipes | Bergen           | 2e       | 65,55 m |
| 2010 | Championnats d'Europe             | Barcelone        | 1er      | 68,87 m |
| 2010 | Ligue de diamant                  | Ligue de diamant | 1er      | détails |
| 2011 | Championnats d'Europe par équipes | Stockholm        | 3e       | 61,66 m |
| 2012 | Jeux olympiques                   | Londres          | 5e       | 67,19 m |
| 2013 | Championnats du monde             | Moscou           | 2e       | 68,36 m |
| 2013 | Ligue de diamant                  | Ligue de diamant | 2e       | détails |
| 2014 | Championnats d'Europe par équipes | Brunswick        | 2e       | 65,35 m |
| 2014 | Ligue de diamant                  | Ligue de diamant | 1er      | détails |
| 2015 | Championnats du monde             | Pékin            | 1er      | 67,40 m |
| 2015 | Ligue de diamant                  | Ligue de diamant | 1er      | détails |
| 2015 | Jeux mondiaux militaires          | Mungyeong        | 2e       | 62,12 m |
| 2016 | Championnats d'Europe             | Amsterdam        | 1er      | 67,06 m |
| 2016 | Jeux olympiques                   | Rio de Janeiro   | 2e       | 67,55 m |
| 2016 | Ligue de diamant                  | Ligue de diamant | 1er      | détails |
| 2017 | Championnats du monde             | Londres          | 5e       | 65,24 m |
| 2017 | Ligue de diamant                  | Ligue de diamant | 3e       | 65,73 m |
| 2019 | Championnats d'Europe par équipes | Bydgoszcz        | 1er      | 63,02 m |
| 2019 | Ligue de diamant                  | Ligue de diamant | 5e       | 64,78 m |

## Records
| Épreuve          | Performance  | Lieu    | Date        |
| ---------------- | ------------ | ------- | ----------- |
| Lancer du disque | 71,84 m (NR) | Hengelo | 8 juin 2013 |